# Eisenbahnunfall von Gårdsjö
Der Eisenbahnunfall von Gårdsjö ereignete sich in auf der Västra Stambana in Schweden in der Nacht vom 28. zum 29. Juni 1945 um 1:30 Uhr in Gårdsjö (heute Gemeinde Gullspång, Västra Götalands län).

## Unfallhergang
In der Nacht vom 28. zum 29. Juni 1945 gegen 1:30 Uhr fuhr der Nachtschnellzug 14 nach Hallsberg aus Süden kommend im Bahnhof Gårdsjö im nördlichen Bahnhofsteil auf das Ende des dort stehenden Güterzug 4716 auf.
Bei der Kollision wurden die Lokomotive des Schnellzuges sowie zwei Drehgestellwagen aus dem Gleis über die Böschung geworfen. Zwei weitere Reisezugwagen wurden ineinandergeschoben und die letzten vier Wagen des Güterzuges zerstört. Der Lokführer der Schnellzuglokomotive und drei Reisende wurden getötet, während elf andere schwere Verletzungen davontrugen. Der materielle Schaden wurde auf 400.000 Kronen beziffert.

## Unfallursache
Der Güterzug 4716 war auf dem Weg nach Norden und hatte in Gårdsjö angehalten, da ein heißgelaufenes Lager an einem Wagen ein Feuer verursacht hatte. Das Feuer wurde gelöscht und der Wagen ausgestellt. Der wieder zusammenrangierte Zug stand im Durchgangsgleis III zur Weiterfahrt ausfahrtbereit.
Gerade als der Zugfertigsteller und Fahrdienstleiter den Zug abfahren lassen wollte, rief der Zugleiter aus Falköping an und teilte mit, dass der Schnellzug 14 den Güterzug 4716 in Gårdsjö überholen solle.
Der Fahrdienstleiter wies darauf hin, dass es wegen Gleismangel schwierig sei, die Überholung durchzuführen. Im Bahnhof stand auf dem Überholgleis IV mit dem Zug 4046 ein weiterer Güterzug, der nach dem Fahrplan dem Schnellzug 14 folgen sollte. In Falköping wurde darauf bestanden, die Überholung in kürzester Zeit durchzuführen und befahl dem Fahrdienstleiter, die Anordnung auszuführen.
So ließ der Fahrdienstleiter den Güterzug 4716 von Gleis III auf das eigentliche Einfahrtgleis von Finnerödja (in der Gegenrichtung, von Norden) ausfahren. Dieses Einfahrtsgleis bildete die Verlängerung von Gleis II. Gleis II hatte jedoch keine Weichenverbindung zum Ausfahrtsgleis nach Finnerödja und konnte deshalb nicht für den Überholvorgang durch den Schnellzug benutzt werden. Durch diese Maßnahme wurde Gleis III für den Überholvorgang frei. Nach der Überholung sollte Güterzug 4716 wieder in das Gleis III zurückdrücken.
Nachdem das Gleis III frei war, stellte der Fahrdienstleiter für den aus Süden kommenden Schnellzug das Einfahrtssignal auf „Freie Fahrt“. Als der Schnellzug in Höhe des Stellwerkes war, in dem sich der Fahrdienstleiter aufhielt, stellte dieser entgegen der bestehenden Befehlslage das Einfahrtssignal des Schnellzuges auf „Halt“ und löste den Fahrweg auf, obwohl der Zug diesen noch nicht verlassen hatte.
Dann verließ er das Stellwerk, um in das Bahnhofsgebäude zu gehen. Nach wenigen Schritten jedoch kehrte er um und stellte die letzte Weiche im aufgelösten Fahrweg um, damit der Güterzug 4716 wieder nach Gleis III zurückdrücken konnte. Dadurch lenkte er den mit 90 km/h durch den Bahnhof fahrenden Schnellzug auf den im Einfahrtgleis stehenden Güterzug.